# Voetbalkampioenschap van Sleeswijk-Holstein 1926/27
In 1926/27 werd het vijfde voetbalkampioenschap van Sleeswijk-Holstein gespeeld, dat georganiseerd werd door de Noord-Duitse voetbalbond. 
Kilia Kiel werd kampioen van Eider en Holstein Kiel van Förde. Beide clubs plaatsten zich voor de Noord-Duitse eindronde. Kilia versloeg Altonaer FC 1893 in de voorronde en Holstein Wilhelmsburger FC Viktoria 1910. In de groepsfase werd Kilia vierde en Holstein Noord-Duits kampioen en plaatste zich zo voor eindronde om de Duitse landstitel. De club versloeg Stettiner FC Titania met 9-1 en verloor dan van Hertha BSC.
VfL 1923 Kiel veranderde de naam in Kieler FV 1923.

## Bezirksliga

### Groep Eider
| Plaats | Club                         | Wed. | W | G | V | Saldo | Ptn  |
| ------ | ---------------------------- | ---- | - | - | - | ----- | ---- |
| 1.     | FVgg 02 Kilia Kiel           | 10   | 8 | 1 | 1 | 40:13 | 17:3 |
| 2.     | VfB Union-Teutonia 1908 Kiel | 10   | 6 | 3 | 1 | 42:21 | 15:5 |
| 3.     | FSV Borussia 03 Gaarden      | 10   | 5 | 3 | 2 | 25:18 | 13:7 |
| 4.     | RSV Eintracht Kiel           | 10   | 2 | 2 | 6 | 11:33 | 6:14 |
| 5.     | VfR Neumünster               | 10   | 2 | 1 | 7 | 16:30 | 5:15 |
| 6.     | SV Preußen 09 Itzehoe        | 10   | 1 | 2 | 7 | 9:28  | 4:16 |

|  | Geplaatst voor finale en Noord-Duitse eindronde |

### Groep Förde
| Plaats | Club                         | Wed. | W | G | V | Saldo | Ptn   |
| ------ | ---------------------------- | ---- | - | - | - | ----- | ----- |
| 1.     | KSV Holstein Kiel            | 10   | 8 | 1 | 1 | 54:16 | 17:3  |
| 2.     | SpV Hohenzollern-Hertha Kiel | 10   | 7 | 0 | 3 | 32:25 | 14:6  |
| 3.     | SC Olympia 1909 Neumünster   | 10   | 4 | 2 | 4 | 22:17 | 10:10 |
| 4.     | Kieler FV 1923               | 10   | 4 | 1 | 5 | 22:27 | 9:11  |
| 5.     | BV Gaarden 1923              | 10   | 3 | 1 | 6 | 12:33 | 7:13  |
| 6.     | VfL Nordmark 1921 Flensburg  | 10   | 1 | 1 | 8 | 15:39 | 3:17  |

### Finale
|              |                   |       |                    |      |
| 14 juni 1914 | KSV Holstein Kiel | 5 - 1 | FVgg 02 Kilia Kiel | Kiel |
| 14 juni 1914 |                   |       |                    | Kiel |